# Biphyllus sjoestedti
Biphyllus sjoestedti is een keversoort uit de familie houtskoolzwamkevers (Biphyllidae). De wetenschappelijke naam van de soort werd in 1909 gepubliceerd door Antoine Henri Grouvelle.